# 동경 (거울)

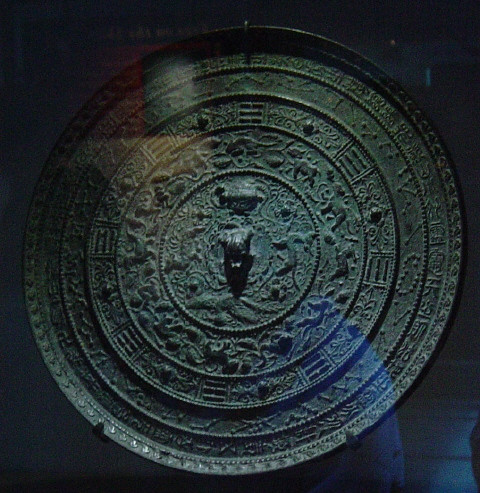
명 대의 동경

동경(銅鏡, 영어: bronze mirror)은 구리 또는 구리합금(청동)으로 만든 거울이다. 동경은 각 시대에 제작되었지만, 특히 이집트, 인더스 문명, 중국, 베트남, 한반도 그리고, 일본 유적에서 폭넓게 발굴되었다.

## 개요
고대 중국에 기원을 갖고, 일본이나 조선 등 동아시아에서 넓게 사용되었다. 고대 이집트에 서도 동경을 이용한 사례가 있다. 종교나 제사용 도구로서의 기능을 가지고 있으며, 청나라 대 이후 서양에서 유리거울이 전래되어 보급될 때까지 널리 사용되고 있었다.
제작은 주형에 주조한 후 연마, 주석 도금, 연마하는 순서로 만들어진다. 거울의 연마에는 옛날에는 석류나무가 이용되었다. 포함되어 있는 옥살산 등으로 더러움이 제거되고 광채가 났다. 이후 수은에 주석의 분말을 혼합하고 아말감을 만들어, 이것에 매실초를 더해 숫돌에 갈았다. 구연산으로 표면의 더러움이 제거되어 거기에 주석 아말감을 부착하는 것으로 도금 상태가 되어, 아름다운 거울 표면을 얻을 수 있었다.

## 이집트
기원전 2900년 이후로 이집트에서 동경이 만들어졌다.

## 인더스 문명
인더스 문명에서 동경의 제작은 기원전 2800년에서 기원전 2500년 사이부터 시작되었다.

## 중국
중국에서는 기원전 2000년경 간쑤성 황하 유역의 치자 문화 유적에서 지름 6 cm 가량의 동경이 출토되었다. 상왕조 말기에서 주왕조 시대에는 청동의 주조 기술이 고도로 발달하여 예술적인 제품이 많이 만들어졌다. 중국에서는 전국시대부터 당나라 때까지 주로 제작되었으며, 청나라 때 서구에서 유리 거울이 보급될 때까지 제작되었다. 형태는 원형이 많으며, 보기 드물게 사각형의 행태를 띤 것도 있었다. 직경은 수십 cm정도이다. 닦아진 거울 면의 뒤편에는 가운데 손잡이가 있어, 그 주위에 다양한 그림이나 문양이 주조되었다.
고대 중국제 동경에는 신상과 동물문양을 주조해 낸 거울이 많으며, 그 외 뒤쪽의 문양에 따라 방격규거경(方格規矩鏡), 해수포도경(海獸葡萄鏡), 내행화문경(内行花文鏡) 등 다양한 형식으로 분류되고 있다. 이 동경의 용도는 현재 사용되고 있는 거울과 같이 단순하게 모습을 비추는 도구가 아니라, 제사, 주술용의 도구로서 이용되었다고 추측된다.

### 경사
거울을 만드는 장인을 경사(鏡師)라고 한다. 사(師)는 거울의 명문에 잘 나오는 글자로 경사이다. 거울의 명문 중 경사(京師)는 도읍의 거울을 만드는 장인이며, 주사(州師)는 주(州의)의 거울을 만드는 장인을 뜻하는 경우가 많다. 한반도에서 출토된 선사시대이 동경은 꼭지가 두 개 이상이어서 다뉴경으로 불리며, 무늬의 세련도에 따라 조문경과 세문경으로 구분된다.

## 한국

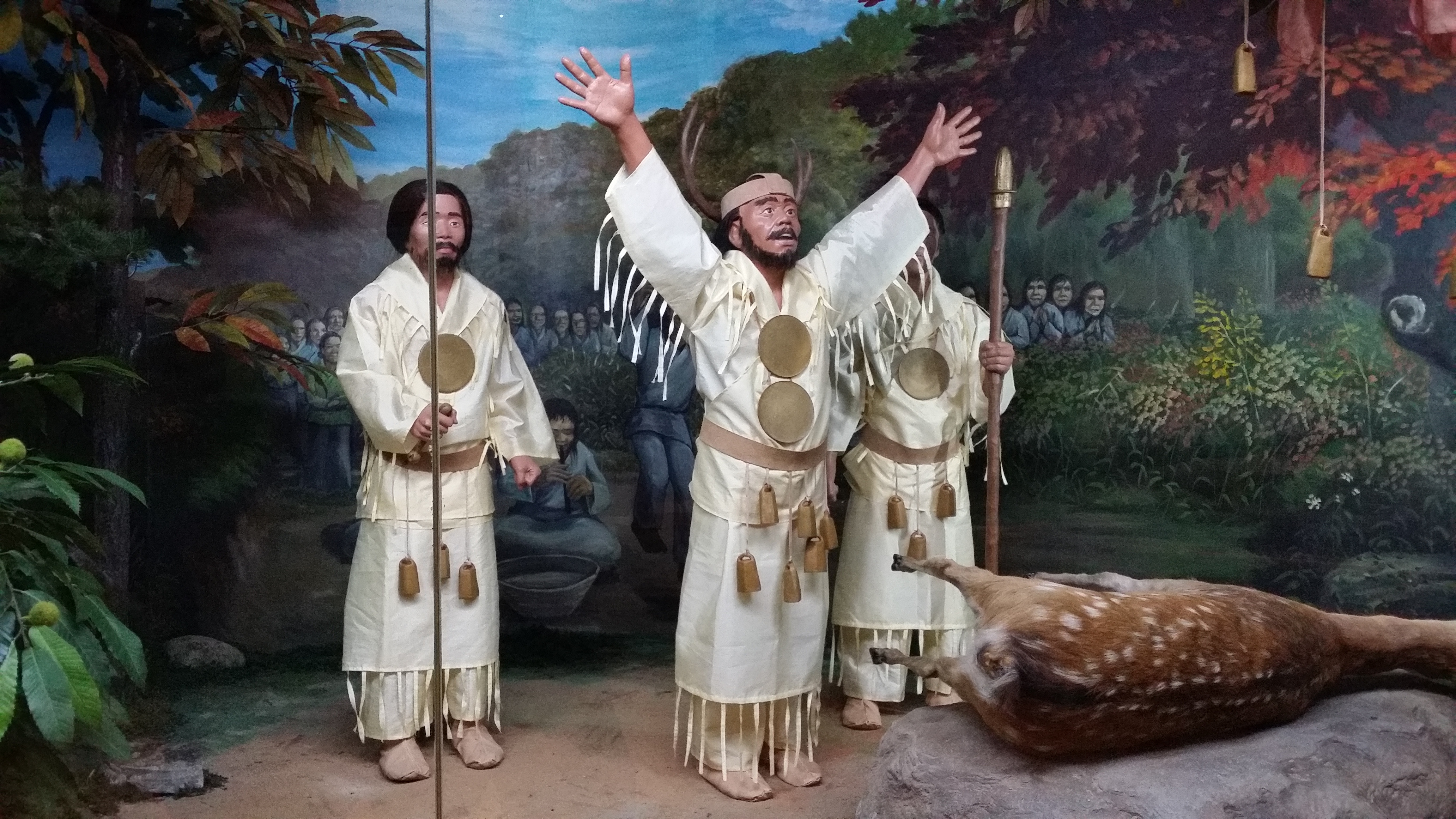
청동거울을 가슴에 걸고 제사를 지내는 모습

《삼국유사》의 고조선 편에 삼부인(三符印) 중 거울이 있으며,
한국에서는 만주식 동경이 기원전 1000년에서 기원전 400년 경에 유입되었지만, 그 당시에는 자체적으로 청동기의 제작이 되었다고 보기 힘들고, 기원전 2세기 중엽에 세형동검의 시기에 본격적인 제작이 되었다고 추측한다.

## 일본
일본은 야요이 시대 고분 유적에서 많은 동경이 발굴되고 있다. 출토된 거울은 대륙에서 수입된 박재경(舶載鏡)과 그것을 본뜬 자체 제작한 방제경(仿製鏡)으로 분류된다. 종류에는 북부 큐슈의 야요이 유적에서 출토된 방격규거경(方格規矩鏡)이나 내행화문경(内行花文鏡), 다이와를 중심으로 전국 각지의 전방후원분에서 출토된 삼각연신수경(三角縁神獸鏡) 등이 있다.

## 같이 보기
- 다뉴세문경 (多鈕細紋鏡, 잔무늬거울)
- 투광경
- 거울 금속